# Carl Tulin
Carl (Charles) Tulin, född 1748 i Sverige, död 9 oktober 1808 i Tunis, var en svensk konsul och målare.
Tulin var bosatt i Tunis från 1778 och utnämndes till svensk konsul 1779. Eftersom han huvudsakligen var verksam i Tunis återfinns få av hans verk i Sverige. Vid ett besök i Stockholm 1786–1789 överlämnade han en gouache med motiv från Tunis till Gustav III som numera återfinns på Drottningholms slott. Två av hans landskapsmålningar graverades av Francis Jukes och Valentine Green som senare utgavs i kopparstick. Han är dessutom representerad med en gouache som återger Kartagos ruiner i en fransk privat samling. 